# Jean Langlais
Jean François-Hyacinthe Langlais (ur. 15 lutego 1907 w La Fontenelle, zm. 8 maja 1991 w Paryżu) – francuski organista i kompozytor.

## Życiorys
Od dzieciństwa był niewidomy. W latach 1917–1930 uczył się gry na organach u André Marchala w Institut National des Jeunes Aveugles w Paryżu. Następnie studiował w Konserwatorium Paryskim, gdzie do grona jego nauczycieli należeli Noël Gallon (kontrapunkt), Paul Dukas (kompozycja), Charles Tournemire (improwizacja) i Marcel Dupré (organy). Od 1930 do 1968 roku był wykładowcą Institut National des Jeunes Aveugles. W latach 1961–1975 wykładał grę na organach i kompozycję w Schola Cantorum de Paris.
Pełnił funkcję organisty w paryskich kościołach Saint Pierre de Montrouge (1935–1945) i Sainte-Clotilde (1945–1987). Występował z koncertami w Europie i Stanach Zjednoczonych. W swojej twórczości czerpał z elementów chorału gregoriańskiego i bretońskiego folkloru muzycznego. Skomponował przeszło 240 utworów, z czego ponad 100 na organy.

## Wybrane kompozycje
(na podstawie materiałów źródłowych)

### Utwory orkiestrowe
- Cloches (1935)
- Essai sur L’évangile de Noël (1935)
- Hymne d’action des grâces (1935)
- Piece in Free Form na organy i orkiestrę (1935)
- Suite concertante na wiolonczelę i orkiestrę (1936)
- Pièce symphonique (1937)
- Theme, Variations, and Finale (1937; wersja zrewid. Theme and Variations na organy, instrumenty dęte blaszane i smyczki 1978)
- Le Diable qui n’est à personne na fale Martenota i orkiestrę (1946)
- Légende de St. Julien l’hospitalier (1947)
- Premier Concerto na organy lub klawesyn i orkiestrę (1949)
- Le Soleil se leve sur Assise (1950)
- Deuxième Concerto na organy i orkiestrę (1961)
- Troisième Concerto: Reaction (1971)
- Réminiscences (1980)

### Utwory kameralne
- Ave Maria Stella na organy i róg (1934)
- Fantaisie: Pièce en forme libre na fortepian i kwartet smyczkowy (1935)
- Trio na flet, skrzypce i altówkę (1935)
- Ligne na wiolonczelę (1937)
- Suite bretonne na smyczki (1938)
- Duo na skrzypce i wiolonczelę (1943)
- Pièces na skrzypce i fortepian (1951)
- Sonnerie na 4 trąbki i 4 puzony (1961)
- Elégie na flet, obój, klarnet, róg, fagot i kwartet smyczkowy (1965)
- Pièce na trąbkę i organy (1971)
- Sept Chorals na trąbkę i organy (1972)
- Diptyque na fortepian i organy (1974)
- Sonatine na trąbkę i organy (1976)
- Pastorale et rondo na 2 trąbki i organy (1982)
- Petite Rapsodie na flet i fortepian (1983)
- Mouvement na flet lub obój i skrzypce (1987)
- Vitrail na klarnet i fortepian (1987)

### Utwory fortepianowe
- Suite na fortepian na 4 ręce (1934, zrewid. 1947)
- Prélude et Fugue (1936)
- Suite armoricaine (1938)
- Petite Suite (1986)
- Noël breton (1987)

### Utwory organowe
- Prélude et Fugue (1927)
- Trois Poèmes évangéliques (1932)
- 3 symfonie (I 1942, II 1959 zrewid. 1979, III  1977)
- Suite française (1948)
- Hommage à Frescobaldi (1951)
- Suite folklorique (1952)
- Organ Book (1956)
- American Suite (1960)
- Mosaïque I (1959)
- Homage to J.Ph. Rameau (1964)
- Poem of Life (1965)
- Poem of Peace (1965)
- Poem of Happiness (1966)
- Sonate et trio (1967)
- Offrande à Marie (1971)
- Cing Méditations sur l’Apocalypse (1973)
- Suite baroque (1973)
- Trois Esquisses gothiques na 2 organów (1975)
- Mosaïque II (1976)
- Mosaïque III (1977)
- Triptych grégorien (1978)
- Prélude et Allegro (1982)
- Huit Préludes (1984)
- B.A.C.H. (1985)
- Talitha Koum: Resurrection (1985)
- American Folk Hymn Settings (1986)
- Fantasy on 2 Scottish Themes (1986)

### Utwory wokalno-instrumentalne
- Deux Psaumes na 4 głosy mieszane i orkiestrę lub fortepian lub organy (1937)
- Psaume solennel I na chóry, organy, instrumenty dęte blaszane i kotły (1937)
- Mystère du vendredi saint na chór, orkiestrę i organy (1943)
- Pie Jesu na sopran lub tenora, 2 skrzypiec, wiolonczelę, organy i klawesyn (1943)
- Trois Motets na głos i orkiestrę lub organy (1943)
- La Ville d’Ys na sopran, chór i orkiestrę (1945)
- Cantate à St. Vincent de Paul na chór i orkiestrę smyczkową lub organy (1946)
- Messe solennelle na 4 głosy mieszane, wiernych i 2 organów lub instrumenty dęte blaszane lub organy (1949)
- Cantate de Noël na solistów, chóry i 12 instrumentów (1951)
- Missa Salve Regina na chór męski, wiernych, trąbki, puzony i organy (1954)
- La Passion na 8 solistów, recytatora, chóry i orkiestrę (1957)
- Le Mystère du Christ na recytatora, solistów i orkiestrę  (1957)
- Psalm 150: Praise Ye the Lord na głosy męski i organy (1958)
- Psaume solennel II na chóry, organy i instrumenty dęte blaszane ad libitum (1963)
- Psaume solennel III na chóry, organy i instrumenty dęte blaszane ad libitum (1965)
- Canticle of the Sun na 3 głosy wysokie i instrumenty (1965)
- Solemn Mass na 4 głosy mieszane, wiernych, organy i instrumenty dęte blaszane (1969)
- Hymn of Praise: Te Deum Laudamus na 4 głosy mieszane, wiernych, organy, trąbki i perkusję (1973)
- Psaume 111: Beatus Via Qui Timet Dominum na 4 głosy mieszane i organy (1977)
- A Morning Hymn na 4 głosy mieszane i organy lub fotepian (1985)
- Ubi caritas na 4 głosy mieszane i organy (1986)
- Mort et résurrection: In memoriam Jehan Alain (1990)